# 東野泰子
東野 泰子（ひがしの やすこ、1983年2月2日 - ）は、日本のバレリーナ、元Kバレエカンパニーのプリンシパル。

## 経歴
静岡県出身。2歳半でバレエ教室に通い始める。笠井洋子、伊藤真知子らに師事。1998年から1999年イギリスロイヤル・バレエスクール留学、2004年Kバレエカンパニー入団。

## 概要
2004年Kバレエ入団の翌年には早くも白鳥の湖のパ・ド・トロワ、年末にはくるみ割り人形の主役を踊る。入団の翌年ソリストでありながら主役を踊るというのは早いステップアップである。
2009年5月の公演（ジゼル）ではタイトルロール（主役）のヴィヴィアナ・デュランテが1幕途中で怪我のため突然降板、東野は初めての役ジゼルを突然の代役で見事に踊り、続くKバレエとしての初演であるロミオとジュリエットではジュリエットを華麗にこなす。2009年11月にはプリンシパルに昇格する。公演では熊川哲也のパートナーを勤めることが多く、期待のダンサーである。
2012年4月、Kバレエを退団。